# كاتسوما شينوري
ولدت الممثلة «كاتسوما شينوري (忽那汐里 باليابانية) » بتاريخ 22 ديسمبر 1992 م في أستراليا.

## بعض أعمالها
شاركت في دور «ران موري» في دراما المحقق كونان (工藤新一への挑戦状～怪鳥伝説の謎～ باليابانية)،
حيث كان تاريخ صدورها في 15 أبريل 2011،
وتم عرضها على القناتين ytv و ntv